# La Frette-sur-Seine
La Frette-sur-Seine ist eine französische Gemeinde mit 4587 Einwohnern (Stand: 1. Januar 2022) im Département Val-d’Oise. La Frette-sur-Seine gehört zum Arrondissement Argenteuil und zum Kanton Herblay-sur-Seine. Die Einwohner werden Frettois und Frettoises genannt.

## Geografie

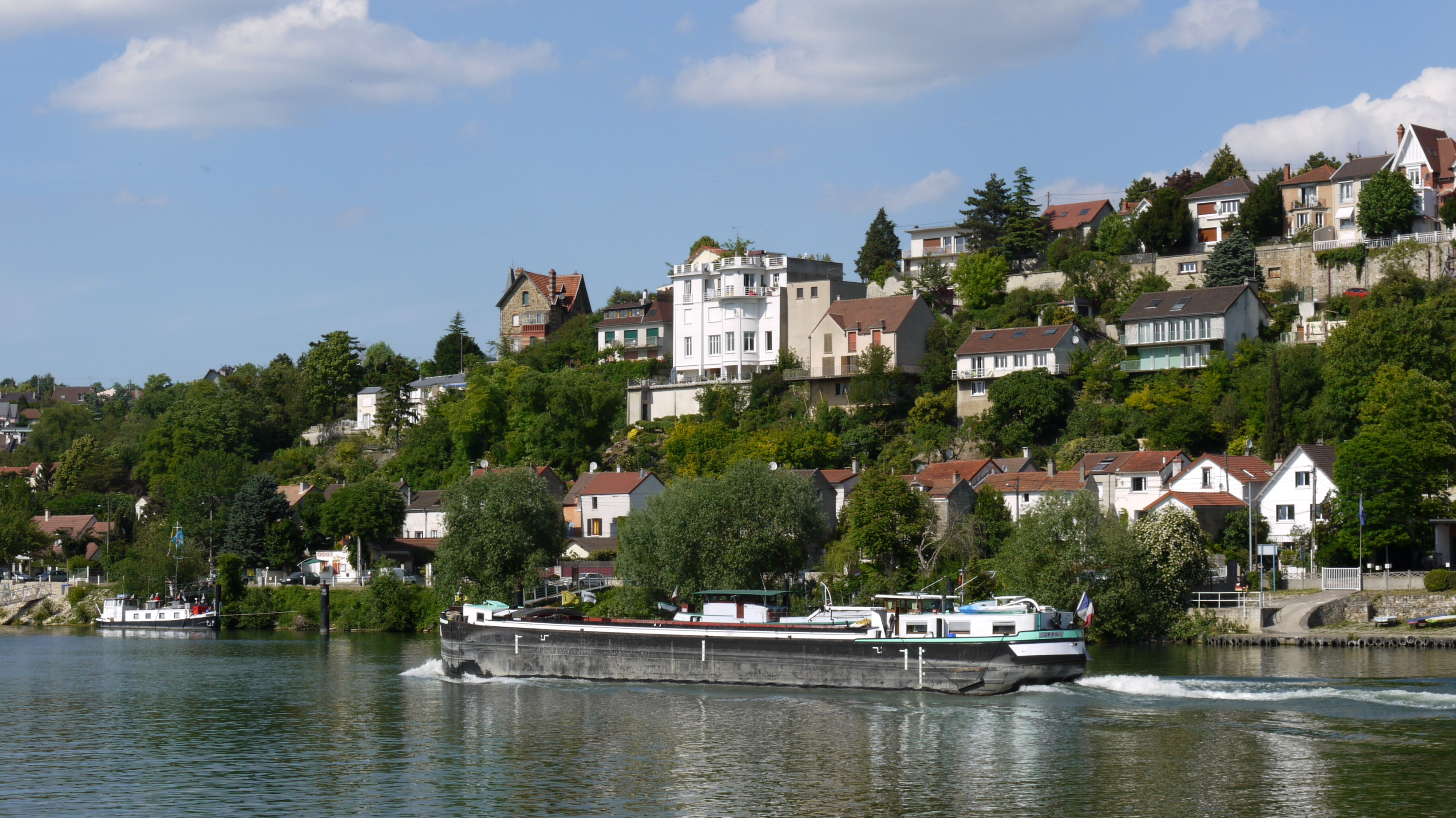
Blick auf La Frette-sur-Seine von der Seine aus

La Frette-sur-Seine liegt am rechten Ufer der Seine, 18 Kilometer nordwestlich des Stadtzentrums von Paris.
Umgeben wird La Frette-sur-Seine von den Nachbargemeinden Herblay-sur-Seine im Norden und Nordwesten, Montigny-lès-Cormeilles im Nordosten, Cormeilles-en-Parisis im Osten und Süden, Maisons-Laffitte im Südwesten und Achères im Westen.
Der Bahnhof La Frette-Montigny liegt an der Bahnstrecke von Paris-Saint-Lazare nach Mantes.

## Einwohnerzahlen
| Jahr      | 1962  | 1968  | 1975  | 1982  | 1990  | 1999  | 2006  | 2017  | 2021  |
| --------- | ----- | ----- | ----- | ----- | ----- | ----- | ----- | ----- | ----- |
| Einwohner | 2.840 | 3.573 | 3.681 | 3.829 | 4.126 | 4.378 | 4.476 | 4.686 | 4.621 |

## Sehenswürdigkeiten

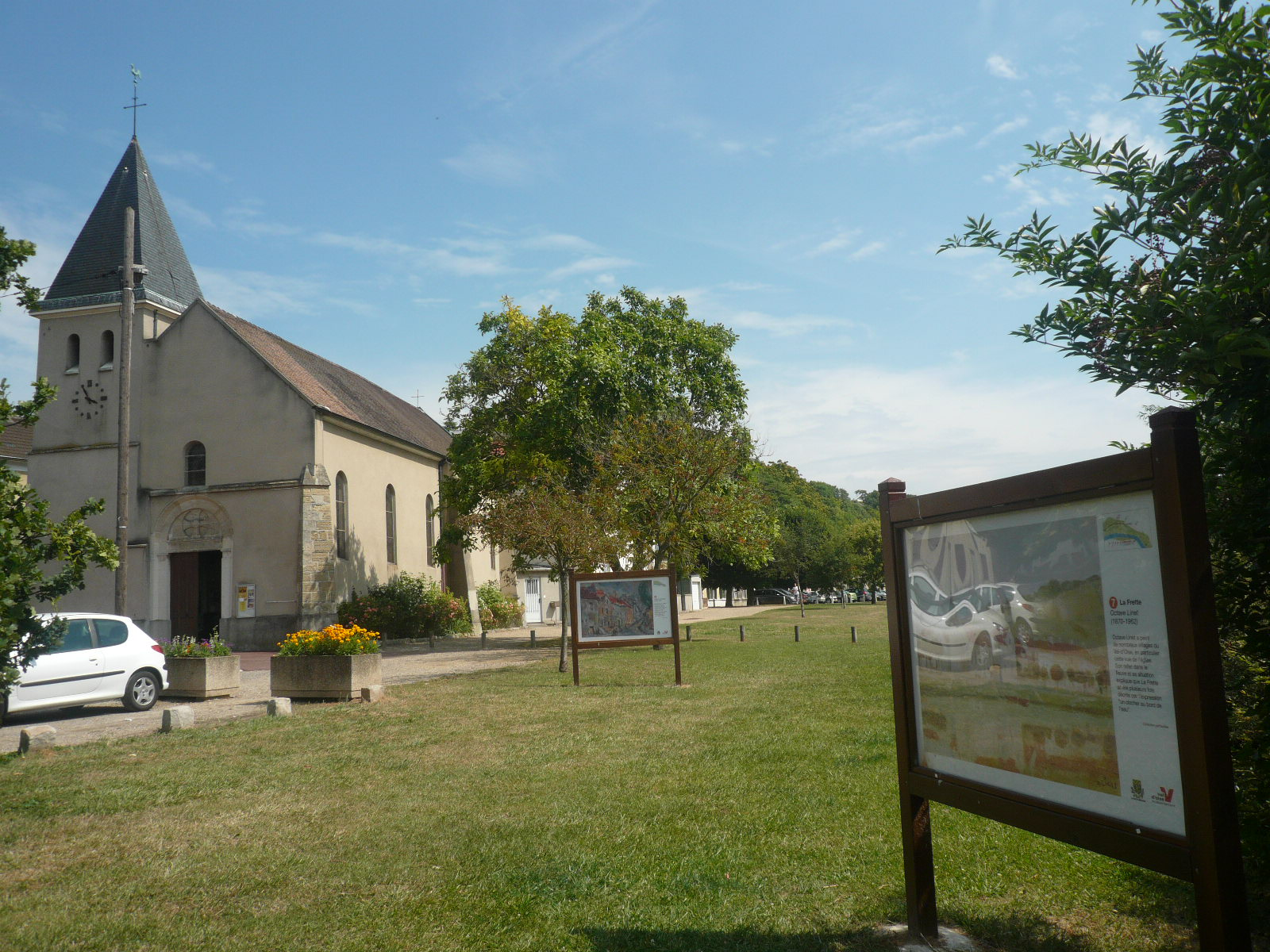
Kirche Saint-Nicolas

- Kirche Saint-Nicolas, auf das 16. Jahrhundert datiert
- Anwesen des Malers Albert Marquet
- Anwesen des Schriftstellers Jacques Chardonne

## Persönlichkeiten
- Albert Marquet (1875–1947), Maler des Postimpressionismus
- Jacques Chardonne (1884–1968), Schriftsteller